# Lúka
Lúka es un municipio del distrito de Nové Mesto nad Váhom en la región de Trenčín, Eslovaquia, con una población estimada a final del año 2024 de 734 habitantes.
Se encuentra ubicado al oeste de la región, cerca del río Váh (cuenca hidrográfica del Danubio) y de la frontera con la región de Trnava y la República Checa.

## Demografía
| Año        | 1994 | 2004    | 2014     | 2024     |
| ---------- | ---- | ------- | -------- | -------- |
| Población  | 553  | 577     | 657      | 734      |
| Diferencia |      | +4,33 % | +13,86 % | +11,71 % |

| Año        | 2023 | 2024    |
| ---------- | ---- | ------- |
| Población  | 723  | 734     |
| Diferencia |      | +1,52 % |